# Romanogobio belingi
Romanogobio belingi är en fiskart som först beskrevs av Slastenenko, 1934.  Romanogobio belingi ingår i släktet Romanogobio och familjen karpfiskar. IUCN kategoriserar arten globalt som livskraftig. Inga underarter finns listade i Catalogue of Life.